# Pawel Awksentjew
Pawel Awksentjew (russisch Павел Авксентьев; * 1890 in Sankt Petersburg; † im 20. Jahrhundert) war ein russischer Schwimmer.

## Karriere
Awksentjew nahm 1912 an den Olympischen Spielen in Stockholm teil. Hier scheiterte er in den Wettbewerben über 400 m und 1500 m Freistil jeweils im Vorlauf. Für den Wettkampf über 400 m Brust war der Schwimmer ebenfalls gemeldet, trat aber nicht an. 1913 wurde er russischer Meister über 400 m und 1500 m Freistil und stellte hierbei jeweils die ersten nationalen Rekorde über diese Strecken auf – außerdem gewann er Silber im Wasserspringen.